# W Ursae Majoris
W Ursae Majoris (W UMa) ist ein bedeckungsveränderlicher Stern im Sternbild Ursa Major. Er ist der Prototyp der W-Ursae-Majoris-Sterne.
Sein Lichtwechsel wurde von den beiden Astronomen Müller und Kempf bei einer Zonenbeobachtung für die Potsdamer photometrische Durchmusterung im Jahre 1904 entdeckt.
W UMa ist ein Kontaktsystem, wobei beide Sterne eine gemeinsame Hülle besitzen und durch Gasströme Materie austauschen. Die Periode beträgt 0,33363749 Tage.